# Dialeto florianopolitano
O dialeto florianopolitano, popularmente conhecido como manezês ou manezinho, é uma variação da língua portuguesa. O dialeto é usado pelos nativos de Florianópolis, capital de Santa Catarina, e de sua região metropolitana, no Brasil ou de ascendência açoriana plena ou predominante e em cidades próximas da capital mas com ligeiras variações. O dialeto foi originalmente trazido por imigrantes açorianos que fundaram diversas povoações na ilha de Santa Catarina a partir do século XVIII. O isolamento de seus assentamentos feitos em Florianópolis diferem significativamente do português padrão europeu e do português brasileiro.
O dialeto florianopolitano também é de uso comum nos municípios vizinhos à capital, ou seja, da Região Metropolitana de Florianópolis. Este falar é fruto da união do português dos açorianos e, em menor número, madeirenses que chegaram nos meados do século XVIII com o português já pacialmente "indigenizado" dos vicentistas e santistas, paulistas que já habitavam a Ilha de Santa Catarina, onde se situa a capital.
Os açorianos, indígenas e africanos contribuíram para a sua formação, visto que Florianópolis (antiga Nossa Senhora do Desterro) era uma cidade portuária com trânsito frequente de pessoas de diversas regiões. Algumas expressões de outras partes do Brasil provavelmente foram adotadas com o tempo também.

## Léxico

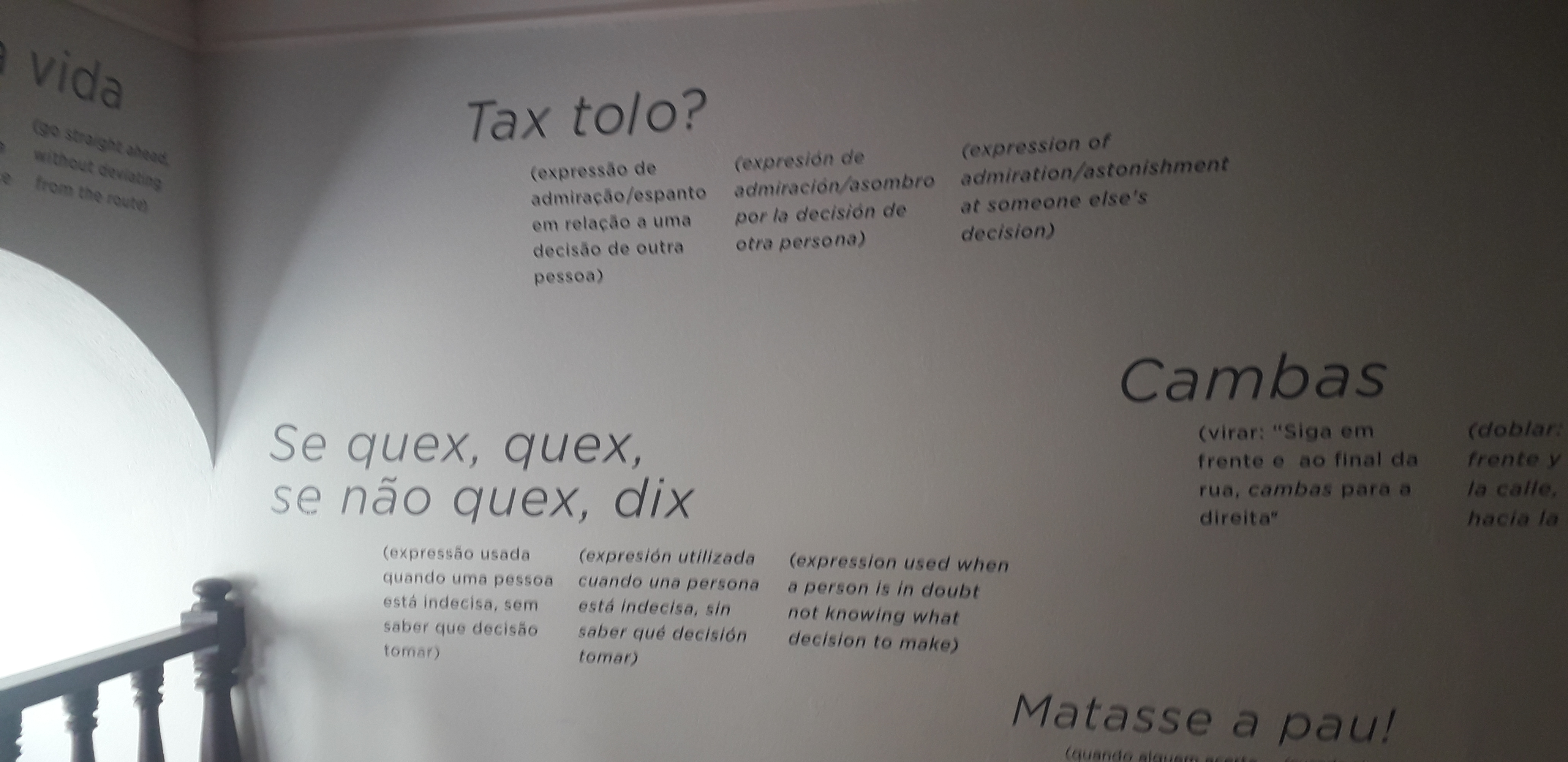
Expressões do dialeto florianopolitano no Museu de Florianópolis.

Uma das principais marcas distintivas deste dialeto é seu léxico particular, em boa parte de origem açoriana. Aqui fornece alguns exemplos:
| Manezês           | Português                                   |
| ----------------- | ------------------------------------------- |
| a três por dois   | com demasiada frequencia                    |
| abobado           | pessoa infantil, bobo                       |
| acachapado        | muito triste, deprimido                     |
| antanho           | antigamente                                 |
| arenga            | fala, discurso                              |
| bispar            | espiar                                      |
| cabreiro          | desconfiado                                 |
| corricar          | correr a passo miúdo, andar apressadamente  |
| esculacho         | repreensão                                  |
| gervão            | lagarta                                     |
| ixtepô            | pessoa que atrapalha, no tom de brincadeira |
| mal de bitaca     | sem dinheiro                                |
| na casa do chapéu | muito longe                                 |
| raça              | galera, turma, pessoa                       |
| rapariga          | rapariga (forma feminina de "rapaz")        |

No geral, existem diversas fontes na internet com vocabulário manezinho.